# Edificio Palacio Piria
Das Edificio Palacio Piria – nicht zu verwechseln mit dem Palacio Piria – ist ein Bauwerk in der uruguayischen Landeshauptstadt Montevideo.
Das infolge einer Baugenehmigung aus dem Jahre 1928 errichtete Gebäude befindet sich in der Ciudad Vieja an der Calle Treinta y Tres 1328–1338 zwischen den Straßen Sarandí und Buenos Aires. Architekten des ursprünglich als Wohnappartement- und Geschäftshaus fungierenden Edificio Palacio Piria waren Albérico Isola und Guillermo Armas. Derzeit (Stand: 2011) findet im Erdgeschoss eine geschäftliche Nutzung statt, während in den oberen Stockwerken Büroräumlichkeiten untergebracht sind. Das 16 Meter hohe, sechsstöckige Bauwerk mit der französischen Art-déco-Fassadenarchitektur umfasst eine Grundfläche von 804 m².